# Ogcodes fumatus
Ogcodes fumatus este o specie de muște din genul Ogcodes, familia Acroceridae. A fost descrisă pentru prima dată de Wilhelm Ferdinand Erichson în anul 1846. Conform Catalogue of Life specia Ogcodes fumatus nu are subspecii cunoscute.